# Букур, Георге
Гео́рге (Джи́джел) Буку́р (рум. Gheorghe „Gigel” Bucur; 8 апреля 1980, Бухарест, Румыния) — румынский футболист, нападающий.

## Карьера

### Клубная

#### «Спортул»
Воспитанник клуба «Спортул», в котором занимался с 9 лет, и где его первым тренером был Корнел Журкэ.
Там же начал и профессиональную карьеру в 1998 году. Первые 3 сезона провёл с клубом в Первой лиге Румынии, где сыграл 71 матч и забил 12 мячей. По итогам сезона 2000/01 стал, вместе с командой, победителем Первой лиги, тем самым, завоевав право выхода в Высшую лигу.
В своём первом сезоне в Высшей лиге провёл 29 матчей и забил 12 мячей (по другим данным 13), благодаря чему занял 5-е место в списке лучших бомбардиров сезона. В следующем розыгрыше сыграл лишь 12 матчей, в которых забил 2 гола, а «Спортул» занял по итогам турнира 15-е место, из-за чего вынужден был отправиться в Первую лигу. В следующем сезоне сыграл 28 матчей (всего клуб провёл 30) и забил 29 мячей, чем помог команде быстро вернуться в Лигу I, снова став победителем Лиги II.
Сезон 2004/05 стал для Букура очень удачным, он сыграл в 29 матчах команды из 30 и забил 21 гол, благодаря чему стал лучшим бомбардиром чемпионата Румынии, тем самым, обратив на себя внимание ведущих клубов страны. В итоге, в июле 2005 года перешёл в клуб «Политехника» из города Тимишоара (впоследствии клуб сменил название на одноимённое городу), сумма трансфера составила 600 000 евро.

#### «Тимишоара»
Сезон 2005/06 стал первым для Джиджела в составе клуба из Тимиша, в том розыгрыше он сыграл 20 матчей, в которых забил только 2 мяча, в лиге и 2 встречи, в которых забил 1 гол, в Кубке Румынии. В следующем сезоне провёл в чемпионате 29 встреч и забил 9 мячей, благодаря чему занял 14-е место в списке лучших бомбардиров турнира. Помимо этого, сыграл 4 матча и забил 2 гола в Кубке страны, чем помог команде впервые в истории дойти до финала соревнования, в котором «бело-фиолетовые» уступили бухарестскому «Рапиду» со счётом 0:2.
В сезоне 2007/08 сыграл 28 матчей в лиге, забил 16 мяча, благодаря чему разделил 3-е место в списке лучших бомбардиров. Кроме того, провёл 2 встречи и забил 1 гол в Кубке Румынии. Следующий сезон стал для Букура самым успешным в карьере, он сыграл в лиге 31 встречу и забил 17 мячей, благодаря чему во второй раз в карьере разделил 1-е место в списке лучших бомбардиров чемпионата и помог команде стать впервые в истории вице-чемпионом Румынии. Помимо этого, сыграл 4 матча и забил 2 гола в Кубке, чем помог команде во второй раз в истории дойти до финала турнира, в котором, однако, «Тимишоара» снова уступила, на этот раз клубу ЧФР из города Клуж-Напока со счётом 0:3.
Кроме того, провёл в том сезоне 2 встречи и забил 1 мяч в первом раунде Кубка УЕФА, в котором, однако, «бело-фиолетовые» уступили по сумме двух матчей белградскому «Партизану» с общим счётом 2:4.
Сезон 2009/10 стал для Букура последним в составе «Тимишоары», он сыграл в лиге 16 матчей и забил 8 мячей, благодаря чему после 1-го круга делил 2-е место в списке лучших бомбардиров розыгрыша, отставая всего на 1 мяч от первого места. Помимо этого, сыграл 4 встречи, в которых забил 2 гола (оба в ворота донецкого «Шахтёра» на выезде, благодаря этим голам, «Тимишоара» выиграла дуэль), в квалификационных раундах Лиги чемпионов и 6 матчей, в которых забил 1 гол, в Лиге Европы.

#### «Кубань»
19 января 2010 года появилась информация, что Букур может перейти в «Кубань», 26 января было объявлено, что переход не состоится, но в итоге 2 февраля было сообщено, что Георге подписал трёхлетний контракт с «Кубанью», сумма трансфера составила 1,5 миллиона евро, зарплата же самого Джиджела составит 600 000 евро за сезон.
По словам самого игрока, главной причиной перехода стало его желание играть в команде, которой руководит Дан Петреску, с которым у Георге хорошее взаимопонимание ещё со времён «Спортула».
6 февраля о трансфере было объявлено официально, а 10 февраля Букур прибыл в расположение «Кубани», проводившей предсезонный сбор в Испании, где приступил к тренировочному процессу в составе команды.
15 февраля в товарищеском матче с пермским «Амкаром» Джиджел впервые вышел в составе «Кубани», в той же встрече забил и свой первый гол за новый клуб.
В официальных играх дебютировал в составе «Кубани» 28 марта в домашнем матче 1-го тура первенства против курского «Авангарда», в той встрече забить Букуру не удалось, однако он отметился голевой передачей на Рустема Калимуллина, ставшего автором первого мяча команды в сезоне.
Первый гол в официальных играх забил 10 мая на 89-й минуте выездного матча 9-го тура первенства против омского «Иртыша», благодаря этому мячу Букура «Кубань» смогла одержать победу со счётом 3:2.
1 июня 2010 года в выездном матче 13-го тура первенства против брянского «Динамо» Джиджел получил первую в карьере красную карточку, до этого, даже в детских и молодёжных соревнованиях, Букура никогда с поля не удаляли.
12 июня в матче 15-го тура первенства против клуба «Краснодар» Георге забил свой первый дубль (2 гола в одной встрече) за «Кубань», которая в итоге одержала победу со счётом 3:0. По результатам голосования болельщиков «Кубани» Букур был признан лучшим игроком июня.
30 октября, после утренней тренировки команды, Джиджелу был вручён учреждённый организацией болельщиков «Кубани» Green Mile приз «Кубок лучшему футболисту „Кубани“ сезона-2010». По словам Букура, он был очень рад, что стал обладателем такой награды от болельщиков. Всего в том сезоне провёл 31 матч, забил 9 мячей и стал, вместе с командой, победителем Первого дивизиона России.
В июне 2011, как и годом ранее, Букур снова был признан по итогам голосования болельщиков лучшим игроком «Кубани» месяца, на этот раз в сезоне Премьер-лиги.

### В сборной

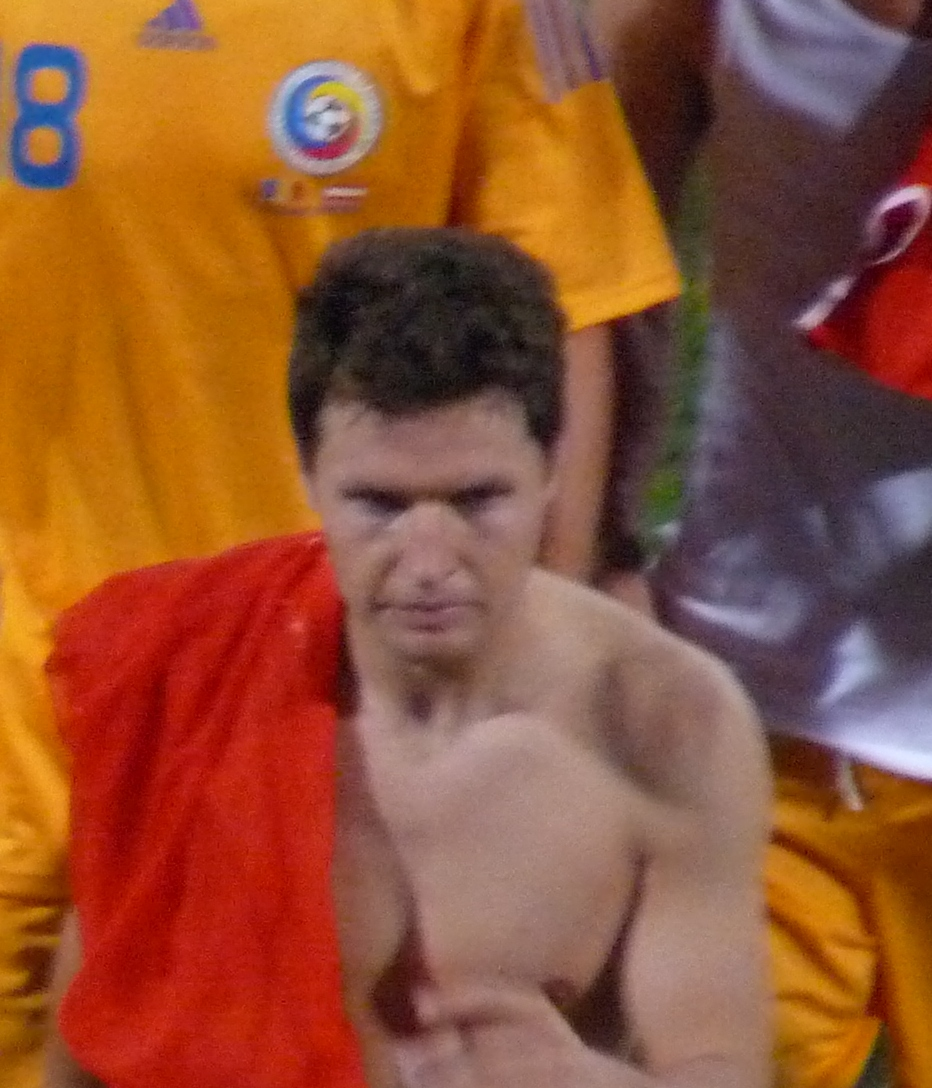
Букур после матча против сборной Австрии. 9 сентября 2009 года, Бухарест.

В составе главной национальной сборной Румынии дебютировал 9 февраля 2005 года в товарищеском матче со сборной Словакии. 8 июня того же года во встрече отборочного турнира к чемпионату мира 2006 года со сборной Армении впервые отметился забитыми мячами, дважды поразив ворота соперника. Всего в том розыгрыше провёл 4 игры, и ещё 7 матчей сыграл в отборочном турнире к чемпионату мира 2010 года.

## Характеристика
До перехода в «Кубань» Джиджел всегда играл исключительно на острие, по его словам, никогда не отходил дальше 30 метров от ворот противника. В «Кубани» же в ряде игр тренерский штаб выпускал его на позиции левого полузащитника, где он действовал довольно успешно, став по итогам августа одним из лучших игроков в лиге по версии издания «Спорт-Экспресс». Сам Георге готов играть там, где считает нужным тренерский штаб, поскольку для него самым важным является общекомандный результат, аналогично и отношение Букура к тактике игры, самой лучшей он считает ту, которая приносит результат, хотя ему, как нападающему, хочется больше времени проводить в атаке и думать исключительно о воротах соперника.

## Достижения

### Командные
«Спортул»
- Победитель Первой лиги Румынии (2): 2000/01, 2003/04

«Тимишоара»
- Вице-чемпион Румынии (1): 2008/09
- Финалист Кубка Румынии (2): 2006/07, 2008/09

«Кубань»
- Победитель Первого дивизиона России (1): 2010
- Финалист Кубка России (1): 2014/15

### Личные
«Спортул»
- Лучший бомбардир чемпионата Румынии (1): 2004/05

«Тимишоара»
- Лучший бомбардир чемпионата Румынии (1): 2008/09

## Личная жизнь
Отец Джиджела тоже в прошлом футболист, поэтому при выборе вида спорта Георге долго не раздумывал, и сразу решил продолжить семейное дело. В 2009 году женился, жену зовут Михаэлой, воспитывают сына Александру.